# Всеобщие выборы в Сенегале (1963)
Всеобщие выборы в Сенегале прошли 1 декабря 1963 года, на которых избирались президент и депутаты Национального собрания. Выборы стали первыми прямыми президентскими выборами в Сенегале. В результате на президентских выборах победу одержал представитель Сенегальского прогрессивного союза Леопольд Седар Сенгор, который был единственным кандидатом. На парламентских выборах победу одержал Сенегальский прогрессивный союз, который получил 94,2% голосов избирателей и все 80 мест Национального собрания.  

## Результаты

### Президентские выборы
| Кандидат                           | Партия                             | Голоса    | %   |
| ---------------------------------- | ---------------------------------- | --------- | --- |
| Леопольд Седар Сенгор              | Сенегальский прогрессивный союз    | 1 149 935 | 100 |
| Недействительных/пустых бюллетеней | Недействительных/пустых бюллетеней | 6 124     | −   |
| Всего                              | Всего                              | 1 156 059 | 100 |
| Источник: Sternberger et al.       |                                    |           |     |

### Парламентские выборы
| Партия                             | Голоса    | %     | Места |   |
| ---------------------------------- | --------- | ----- | ----- | - |
| Сенегальский прогрессивный союз    | 1 132 518 | 94,20 | 80    | 0 |
| Сенегальские демократия и единство | 69 776    | 5,80  | 0     | 0 |
| Недействительных/пустых бюллетеней | 1 488     | −     | −     | − |
| Всего                              | 1,203,782 | 100   | 80    | 0 |
| Источник: Nohlen                   |           |       |       |   |